# Да видам, да видам што да бидам
„Да видам, да видам што да бидам” је југословенска телевизијска серија снимљена 1967. године у продукцији ТВ Скопље.

## Улоге
| Глумац                   | Улога |
| ------------------------ | ----- |
| Никола Коле Ангеловски   | Диди  |
| Владимир Дади Ангеловски | Дади  |
| Анче Џамбазова           |       |
| Мите Грозданов           |       |
| Стево Спасовски          |       |
| Димче Мешковски          |       |
| Катерина Крстева         |       |

Комплетна ТВ екипа ▼
| Редитељ | Тодорка Кондова |
| Редитељ | Душко Наумовски |